# Ceratozetella aokii
Ceratozetella aokii är en kvalsterart som först beskrevs av Bayartogtokh 1999.  Ceratozetella aokii ingår i släktet Ceratozetella och familjen Ceratozetidae. Inga underarter finns listade i Catalogue of Life.